# Herb Bobrownik
Herb Bobrownik – symbol miasta i gminy Bobrowniki.

## Wygląd i symbolika
Herb przedstawia na tarczy w polu czerwonym srebrny hełm z rogami bawołu na złotej łodzi, pomiędzy dwoma złotymi rohatynami. Jest to nawiązanie do historycznego herbu Bobrownik (występującego na jego pieczęci) oraz do symbolu ziemi dobrzyńskiej.  